# گاوس (یکا)
گاوس، نماد G (گاهی Gs)، یک واحد اندازه‌گیری القای مغناطیسی است که به عنوان چگالی شار مغناطیسی نیز شناخته می‌شود. این یکا بخشی از سیستم واحدهای گاوسی است که آن را از سیستم قدیمی CGS-EMU به ارث برده‌است. این یکا در سال ۱۹۳۶ به افتخار کارل فردریش گاوس، ریاضیدان و فیزیک‌دان آلمانی گاوس نامیده شد. یک گاوس به عنوان یک ماکسول در هر سانتی‌متر مربع تعریف می‌شود.
یکای دستگاه بین‌المللی یکاها (SI) برای چگالی شار مغناطیسی تسلا نام دارد (علامت T)، که برابر ۱۰٬۰۰۰ گاوس می‌باشد.

## نام، علامت و پیشوندهای متریک
با این که گاوس جزء دستگاه بین‌المللی یکاها نیست، اما استفاده از آن عموماً از قوانین واحدهای SI پیروی می‌کند. از آنجایی که این یکا از نام یک شخص گرفته شده‌است، نماد آن حرف بزرگ G است. هنگامی که واحد نوشته می‌شود، با حروف کوچک ("gauss") نوشته می‌شود، مگر اینکه جمله ای را شروع کند. گاوس ممکن است با پیشوندهای متریک ترکیب شود، مانند میلی گاوس (mG یا mGs)، یا کیلوگاوس (kGauss یا kG).

## مقادیر معمول
- 10−9–10−8 گاوس: میدان مغناطیسی مغز انسان
- ۰٫۲۵–۰٫۶۰ گاوس: میدان مغناطیسی زمین در سطح زمین
- ۴ گاوس: در خط استوا سیاره مشتری
- ۲۵ گاوس: میدان مغناطیسی کره زمین در داخل هسته
- ۵۰ گاوس: آهنربای یخچالی معمولی
- ۱۰۰ گاوس: یک آهنربای آهنی
- ۱۵۰۰ گاوس: داخل یک لکه خورشیدی
- ۱۰۰۰۰ گاوس: مغناطش باقی‌مانده در یک آهنربای نئودیمیوم
- ۳۰۰۰–۷۰۰۰۰ گاوس: دستگاه MRI
- 1012–1013 گاوس: سطح سک ستاره نوترونی